# ザ・ボディ・アンド・ザ・ソウル
『ザ・ボディ・アンド・ザ・ソウル』（原題：The Body & The Soul）は、アメリカ合衆国のジャズ・トランペット奏者、フレディ・ハバードが1963年に録音・1964年に発表したスタジオ・アルバム。

## 解説
ハバードは1960年代前半を通じて、主にブルーノート・レコードで録音活動を行ってきたが、本作は『ジ・アーティストリー・オブ・フレディ・ハバード』（1962年録音・1963年発表）に続く、自身2作目のインパルス!レコードからのアルバムに当たる。9曲中6曲は大編成のバンドによる録音で、当時ハバードと共にザ・ジャズ・メッセンジャーズのメンバーとして活動していたウェイン・ショーターが、ストリングスも含むアレンジを担当した。全9曲の録音に参加したエリック・ドルフィーは、本作のセッションの合間に当たる1963年3月10日、イリノイ大学アーバナ・シャンペーン校においてライブを行っており、その模様は1999年にライブ・アルバム『伝説のイリノイ・コンサート』として発表された。
Michael G. Nastosはオールミュージックにおいて5点満点中4点を付け「ハバードが残した膨大な数のアルバムの中でも、特に変わった音作りがなされた作品の一つで、ショーターが編曲家としても信頼を得られるようになった最初期の作品でもある」と評している。

## 収録曲
特記なき楽曲はフレディ・ハバード作。
1. 身も心も - "Body and Soul" (Edward Heyman, Robert Sour, Frank Eyton, Johnny Green) - 4:41
2. カーニヴァルの朝 - "Carnival (Manha de Carnival)" (Luiz Bonfá, Luigi Creatore, Hugo Peretti, George David Weiss) - 5:22
3. チョコレート・シェイク - "Chocolate Shake" (Duke Ellington, Paul Francis Webster) - 4:01
4. デディケイテッド・トゥ・ユー - "Dedicated to You" (Sammy Cahn, Saul Chaplin, Hy Zaret) - 3:26
5. クラレンセズ・プレイス - "Clarence's Place" - 3:32
6. エアリーズ - "Aries" - 3:09
7. スカイラーク - "Skylark" (Hoagy Carmichael, Johnny Mercer) - 4:36
8. アイ・ガット・イット・バッド - "I Got It Bad and That Ain't Good" (D. Ellington, P. Francis Webster) - 3:45
9. サーモ - "Thermo" - 4:15

## 参加ミュージシャン
- フレディ・ハバード - トランペット
- ウェイン・ショーター - テナー・サクソフォーン、アレンジ
- エリック・ドルフィー - アルト・サクソフォーン、フルート
- カーティス・フラー - トロンボーン
- シダー・ウォルトン - ピアノ
- レジー・ワークマン - ベース
- ルイス・ヘイズ - ドラムス(on #1, #4, #5)
- フィリー・ジョー・ジョーンズ - ドラムス(on #2, #3, #6, #7, #8, #9)
- クラーク・テリー、アーニー・ロイヤル、アル・デリシ - トランペット(on #2, #6, #9)
- セルダン・パウエル - テナー・サクソフォーン(on #2, #6, #9)
- ジェローム・リチャードソン - バリトン・サクソフォーン(on #2, #3, #6, #7, #8, #9)
- チャールズ・デイヴィス - バリトン・サクソフォーン(on #2, #6, #9)
- メルバ・リストン - トロンボーン(on #2, #3, #6, #7, #8, #9)
- ボブ・ノーザン - フレンチ・ホルン(on #2, #3, #6, #7, #8, #9)
- ロバート・パウエル - チューバ(on #2, #6, #9)
- エド・アーマー、リチャード・ウィリアムス - トランペット(on #3, #7, #8)
- ジュリアス・ワトキンス - フレンチ・ホルン(on #3, #7, #8)
- ハリー・サイクマン、アーノルド・エイドゥス、ジュリアス・ヘルド、ハリー・カッツマン、ハリー・ルーコフスキー、チャールズ・マクラッケン、ジーン・オルロフ、ポール・ポリアキン、ソル・シャピロ、モリス・ストンゼック - ストリングス(on #3, #7, #8)